# Škoromati
Škoromati (škoromatija) je kulturni pustni običaj z obrobja Brkinov in Čičarije, ohranjen je v vaseh Podgrad, Javorju in Hrušici.
Priprave se pričnejo že pred novim letom, saj je treba izdelati lesene maske, papirnate rože ipd.